# Kevin Begois
Kevin Begois [Kevin Begoá] (* 13. května 1982, Antverpy, Belgie) je belgický fotbalový brankář momentálně působící v nizozemském klubu FC Groningen, kam přestoupil z PEC Zwolle.

## Klubová kariéra
V Belgii hrál profesionálně za klub KV Mechelen.
V lednu 2003 odešel do Nizozemska, kde hrál postupně za kluby Roda JC Kerkrade, VVV-Venlo (hostování), Helmond Sport, opět VVV-Venlo a FC Den Bosch. S VVV zažil na konci ročníku 2008/09 postup do Eredivisie.
V červenci 2013 přestoupil do PEC Zwolle, kde v sezoně 2013/14 vyhrál nizozemský fotbalový pohár (KNVB beker).